# 羅利 (北達科他州)
羅利（英語：Raleigh）是位於美國北達科他州格蘭特縣的普查規定居民點。

## 人口
根據2020年美國人口普查的數據，羅利的面積為0.74平方千米，皆為陸地。當地共有人口14人，而人口密度為每平方千米18.92人。